# Distiktissläktet
Distiktissläktet (Distictis) är ett släkte i familjen katalpaväxter med tio arter. De förekommer naturligt från Mexiko till Colombia och Peru. Röd trumpetranka (D. buccinatoria) odlas ibland som krukväxt i Sverige.
Ibland förs Distictis till släktet Distictella, men detta har inte accepterats generellt av botaniker.